# Aepopsis
Aepopsis is een geslacht van kevers uit de familie van de loopkevers (Carabidae). De wetenschappelijke naam van het geslacht werd in 1922 voorgesteld door René Jeannel om er de soort Trechus robinii in te plaatsen die volgens hem niet in dat oorspronkelijke geslcht thuis hoorde.

## Soorten
- Aepopsis robinii Laboulbene, 1849